# Medios de comunicación en Mónaco
El Principado de Mónaco acoge tres emisoras de radio (dos francesas y una italiana) y dos canales de televisión. Varios radios por Internet también están presentes en el suelo Mónaco una Radio del Sr. Gildo Pallanca-Pastor, que también emite en la radio del Principado por la 98.2, Radio ética (Radio Ethic) de la señora Evelyn Tonelli, la hija del Sr. Schick, exdirector de RMC, y finalmente, Radio Frecuencia Escape (Radio Fréquence Évasion). Uno de estos canales es un canal de televisión local exclusivamente en cable, autorizado para emitir en la televisión principado. Las radios o televisores inalámbricos, por lo tanto están más dirigida al público francés o italiano. Un proyecto reciente de SAS el Príncipe Alberto II de Mónaco fue la creación de una radio exclusivamente Monegasca « Radio Monaco », que va desde Mentón a Toulouse. Radio Monaco emite desde Mónaco a partir del 12 de julio de 2007.

## Prensa Escrita
- En francés:

1. Monaco Matin (edición local de Nice Matin)
2. La Principauté
3. Monaco Hebdo
4. La Gazette de Monaco
5. L'Observateur de Monaco
6. Le Petit Journal de Monaco
7. Monte-Carlo Méditerranée magazine

- En italiano:

1. www.montecarloin.net Periódico digital

## Radios
1. Radio Monaco: 98.2 MHz Al sur del principado es 95.4
2. RMC: 98.8 MHz
3. Radio Star Monaco: 102.4 MHz
4. Radio Fréquence Évasion
5. Radio FG: 96.4 MHz

- En italiano:

1. Radio Monte Carlo (it) : 106.8 / 107.3 MHz
2. RMC 2: 92.7 / 101.6 MHz

- En inglés:

1. Riviera Radio: 106.3 / 106.5 MHz*

## Televisoras
- TV Monaco
- Monaco Info
- TMC Monte Carlo
- MCM